# Сто порад учителеві
Сто порад учителеві — книга українського педагога Василя Олександровича Сухомлинського, спрямована на допомогу вчителям в організації навчально-виховного процесу в школі. Видана російською мовою у 1967 р., українською мовою в повному об'ємі вийшла у 1976 році. Твір написаний у вигляді порад. Кожна порада присвячена окремим аспектам педагогічної діяльності: особливості педагогічної професії, організації навчального процесу, вихованню підростаючого покоління, роботі з батьками вихованців, виховному впливу колективу.

## Зміст
Специфіку педагогічної професії розкрито в порадах: 1—6, 49, 62, 100.
Про особливості навчального процесу йде мова порадах: 7—25, 35—48, 56.
Питанням виховання особистості присвячені поради: 26—34, 51, 53, 59, 70—75, 81, 92—99.
Роль колективу у вихованні особистості розглядається в порадах: 63—65, 77—80, 88—90, 98.
Як допомогти особистості у самовихованні знаходимо відповідь у порадах: 65, 70, 84—87.
Про взаємодію школи і сім'ї йде мова у порадах: 52, 54, 57, 58, 60, 61.